# Platymetopius undulatus
Platymetopius undulatus är en insektsart som beskrevs av Dlabola 1987. Platymetopius undulatus ingår i släktet Platymetopius och familjen dvärgstritar. Inga underarter finns listade i Catalogue of Life.